# Щитоноска полушарная
Щитоноска полушарная (лат. Cassida hemisphaerica) — жук подсемейства щитоносок из семейства листоедов.

## Распространение
Встречается в Европе.

## Экология и местообитания
Взрослые жуки и личинки питаются листьями представителей семейства гвоздичных (Caryophyllaceae), например: смолёвки приморской (Silene uniflora), смолёвки обыкновенной (Silene vulgaris), благородная гвоздика (Dianthus caryophyllus) и другие. 

## Систематика
Вид включает 3 вариетет:
- Cassida hemisphaerica var. bicolor Bechyne, 1944
- Cassida hemisphaerica var. heydeni Spaeth, 1914
- Cassida hemisphaerica var. peculiosa Weise, 1895